# Astraea (mitologie)

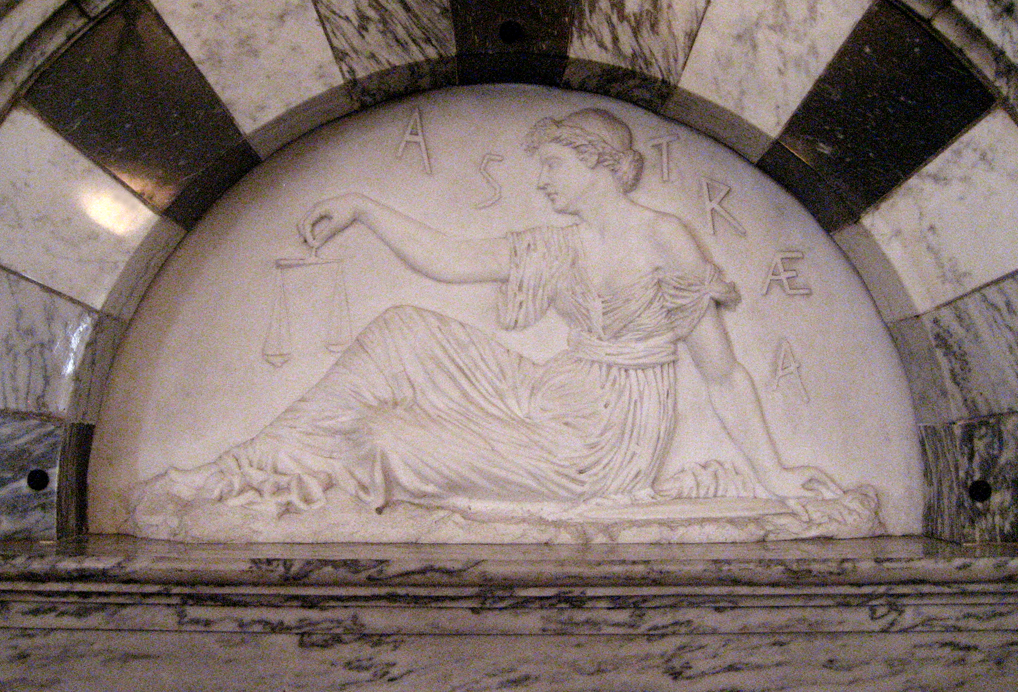
Relief în basorelief din 1886 de la Înalta Curte a Justiției din Vermont

În mitologia greacă, Astraea  (greacă veche: Ἀστραῖα) era fiica lui Eos și Astraeus. Astraea este asociată cu inocența și puritatea. Ea este mereu asociată cu zeița grecească a justiției, [[Dike (mitologie), confundată cu Asteria, zeița stelelor și fiica lui Coeus și a  Phoebei).

## Vezi și
- 5 Astraea